# Adlisberg, Zürich
Adlisberg är en kulle i Schweiz. Den ligger i distriktet Zürich och kantonen Zürich, i den centrala delen av landet, 100 km nordost om huvudstaden Bern. Toppen på Adlisberg är 701 meter över havet, eller 77 meter över den omgivande terrängen. Bredden vid basen är 3,5 km.